# Die Jonge
Die Jonge (ook: de Jonge of simpelweg Jonge) was een Nederlands regentengeslacht uit Dordrecht en wordt tot de toenmalige 'bestuurlijke topelite' van de stad gerekend. Het was de enige Dordtse familie die in het Land van Heusden een ambachtsheerlijkheid bezat, namelijk de heerlijkheid Baardwijk. In de 16e eeuw maakten de Die Jonges carrière in landsheerlijke dienst en raakten de banden met Dordrecht op de achtergrond. Het geslacht genoot in de 15e en 16e eeuw een grote familienetwerk in hoge ambtenaarskringen waarvan de fundatie werd aangelegd door Cornelis die Jonge, die in 1493 de overstap van de Raad naar de Rekenkamer maakte. Het is zeer aannemelijk dat veel leden van dit geslacht hun functie in het Hof van Holland te danken hadden aan de voorspraak van raadsheer Arend Sandelijn, die via zijn zus met de familie verbonden was.

## Telgen
- Mr. Cornelis Rijmersz die Jonge van Baardwijk (c.1445-1504); heer van Baardwijk, raadsheer en rekenmeester in het Hof van Holland (1477-1504), raad van Margareta van York (voor 1483-1503), pensionaris van Dordrecht (1473-1476).[2]
  - Reinier Cornelisz die Jonge, raadsheer van het Hof van Holland.[2]
    - Jacob Cornelisz die Jonge van Baardwijk (1487-1555); heer van Baardwijk, rentmeester van de omslagen op schildtalen (1507-1508), klerk van de rentmeester van Noord-Holland (1507-1510), klerk, auditeur en rekenmeester in de Rekenkamer van het Hof van Holland (1509-1553), raad in het Hof van Holland (1537).[2]
      - Jacob Jacobsz die Jonge van Valkevoirt (1523-1605); heer van Valkevoirt, raad (1527) en secretaris (1549 - na 1572) van het Hof van Holland, ook stadhouder, registermeester, griffier en drecht op de dagvaarten.[2]
        - Cornelis Jacobs die Jonge van Baardwijk (1512-1578); heer van Baardwijk, rentmeester (voor 1542 - na 1547) en stadhouder (1556) Wassenaar, hoogreemraad van Delfland (1544-1573), rekenmeester in 's-Gravenhage en Utrecht (1553-1578), raad in het Hof van Holland (1548 - na 1577).[2]
          - Mr. Cornelis Cornelisz die Jonge; heer van Baardwijk, rekenmeester van het Hof van Holland.[2]
            - Boudewijn Cornelisz die Jonge (†1634); gardiaan der Minderbroeders en theoloog[3]